# Estoril Open
Az Estoril Open minden év áprilisában megrendezett tenisztorna volt a portugáliai Estorilban. A férfiak versenye az ATP World Tour 250 Series tornák közé tartozott, összdíjazása 450 000 euró. A női verseny International kategóriájú volt, összdíjazása 220 000 dollár. 2015-ben szponzorálási problémák miatt kikerült a versenynaptárból.

## Döntők

### Férfi egyes
| Év   | Győztes               | Ellenfél a döntőben | Eredmény a döntőben |
| ---- | --------------------- | ------------------- | ------------------- |
| 2014 | Carlos Berlocq        | Tomáš Berdych       | 0–6, 7–5, 6–1       |
| 2013 | Stanislas Wawrinka    | David Ferrer        | 6–1, 6–4            |
| 2012 | Juan Martín del Potro | Richard Gasquet     | 6–4, 6–2            |
| 2011 | Juan Martín del Potro | Fernando Verdasco   | 6–2, 6–2            |
| 2010 | Albert Montañés       | Frederico Gil       | 6–2, 6–7(4), 7–5    |
| 2009 | Albert Montañés       | James Blake         | 5–7, 7–6(6), 6–0    |
| 2008 | Roger Federer         | Nyikolaj Davigyenko | 7–6(5), 1–2 feladta |
| 2007 | Novak Đoković         | Richard Gasquet     | 7–6(7), 0–6, 6–1    |
| 2006 | David Nalbandian      | Nyikolaj Davigyenko | 6–3, 6–4            |
| 2005 | Gastón Gaudio         | Tommy Robredo       | 6–1, 2–6, 6–1       |
| 2004 | Juan Ignacio Chela    | Marat Szafin        | 6–7(2), 6–3, 6–3    |
| 2003 | Nyikolaj Davigyenko   | Agustín Calleri     | 6–4, 6–3            |
| 2002 | David Nalbandian      | Jarkko Nieminen     | 6–4, 7–6(5)         |
| 2001 | Juan Carlos Ferrero   | Félix Mantilla      | 7–6(3), 4–6, 6–3    |
| 2000 | Carlos Moyà           | Francisco Clavet    | 6–3, 6–2            |
| 1999 | Albert Costa          | Todd Martin         | 7–6(4), 2–6, 6–3    |
| 1998 | Alberto Berasategui   | Thomas Muster       | 3–6, 6–1, 6–3       |
| 1997 | Àlex Corretja         | Francisco Clavet    | 6–3, 7–5            |
| 1996 | Thomas Muster         | Andrea Gaudenzi     | 7–6(4), 6–4         |
| 1995 | Thomas Muster         | Albert Costa        | 6–4, 6–2            |
| 1994 | Carlos Costa          | Andrij Medvegyev    | 4–6, 7–5, 6–4       |
| 1993 | Andrij Medvegyev      | Karel Nováček       | 6–4, 6–2            |
| 1992 | Carlos Costa          | Sergi Bruguera      | 4–6, 6–2, 6–2       |
| 1991 | Sergi Bruguera        | Karel Nováček       | 7–6(7), 6–1         |
| 1990 | Emilio Sánchez        | Franco Davín        | 6–3, 6–1            |

### Női egyes
| Év                                    | Győztes                     | Ellenfél a döntőben    | Eredmény a döntőben |
| ------------------------------------- | --------------------------- | ---------------------- | ------------------- |
| 2014                                  | Carla Suárez Navarro        | Szvetlana Kuznyecova   | 6–4, 3–6, 6–4       |
| 2013                                  | Anasztaszija Pavljucsenkova | Carla Suárez Navarro   | 7–5, 6–2            |
| 2012                                  | Kaia Kanepi                 | Carla Suárez Navarro   | 3–6, 7–6(6), 6–4    |
| 2011                                  | Anabel Medina Garrigues     | Kristina Barrois       | 6–1, 6–2            |
| 2010                                  | Anastasija Sevastova        | Arantxa Parra Santonja | 6–2, 7–5            |
| 2009                                  | Yanina Wickmayer            | Jekatyerina Makarova   | 7–5, 6–2            |
| 2008                                  | Marija Kirilenko            | Iveta Benešová         | 6–4, 6–2            |
| 2007                                  | Arn Gréta                   | Viktorija Azaranka     | 2–6, 6–1, 7–6(3)    |
| 2006                                  | Cseng Csie                  | Li Na                  | 6–7(5), 7–5 feladta |
| 2005                                  | Lucie Šafářová              | Li Na                  | 6–7(4), 6–4, 6–3    |
| 2004                                  | Émilie Loit                 | Iveta Benešová         | 7–5, 7–6(1)         |
| 2003                                  | Magüi Serna                 | Julia Schruff          | 6–4, 6–1            |
| 2002                                  | Magüi Serna                 | Anca Barna             | 6–4, 6–2            |
| 2001                                  | Angeles Montolio            | Jelena Bovina          | 3–6, 6–3, 6–2       |
| 2000                                  | Anke Huber                  | Nathalie Dechy         | 6–2, 1–6, 7–5       |
| 1999                                  | Katarina Srebotnik          | Kuti Kis Rita          | 6–3, 6–1            |
| 1991 és 1998 között nem rendezték meg |                             |                        |                     |
| 1990                                  | Federica Bonsignori         | Laura Garrone          | 2–6, 6–3, 6–3       |
| 1989                                  | Isabel Cueto                | Sandra Cecchini        | 7–6(3), 6–2         |

### Férfi páros
| Év   | Győztesek                               | Ellenfelek a döntőben                  | Eredmény a döntőben |
| ---- | --------------------------------------- | -------------------------------------- | ------------------- |
| 2014 | Santiago González Scott Lipsky          | Pablo Cuevas David Marrero             | 6–3, 3–6, [10–8]    |
| 2013 | Santiago González Scott Lipsky          | Aisam-ul-Haq Qureshi Jean-Julien Rojer | 6–3, 4–6, [10–7]    |
| 2012 | Iszámul-Hak Kuraisi Jean-Julien Rojer   | Julian Knowle David Marrero            | 7–5, 7–5            |
| 2011 | Eric Butorac Jean-Julien Rojer          | Marc López David Marrero               | 6–3, 6–4            |
| 2010 | Marc López David Marrero                | Pablo Cuevas Marcel Granollers         | 6–7(1), 6–4, [10–4] |
| 2009 | Eric Butorac Scott Lipsky               | Martin Damm Robert Lindstedt           | 6–3, 6–2            |
| 2008 | Jeff Coetzee Wesley Moodie              | Jamie Murray Kevin Ullyett             | 6–2, 4–6, [10–8]    |
| 2007 | Marcelo Melo André Sá                   | Martín García Sebastián Prieto         | 3–6, 6–2, [10–6]    |
| 2006 | Lukáš Dlouhý Pavel Vízner               | Lucas Arnold Ker Leoš Friedl           | 6–3, 6–1            |
| 2005 | František Čermák Leoš Friedl            | Juan Ignacio Chela Tommy Robredo       | 6–3, 6–4            |
| 2004 | Juan Ignacio Chela Gastón Gaudio        | František Čermák                       | 6–2, 6–1            |
| 2003 | Mahes Bhúpati Makszim Mirni             | Lucas Arnold Ker Mariano Hood          | 6–1, 6–2            |
| 2002 | Karsten Braasch Andrej Olhovszkij       | Simon Aspelin Andrew Kratzmann         | 6–3, 6–3            |
| 2001 | Radek Štěpánek Michal Tabara            | Donald Johnson Nenad Zimonjić          | 6–4, 6–1            |
| 2000 | Donald Johnson Piet Norval              | David Adams Joshua Eagle               | 6–4, 7–5            |
| 1999 | Tomás Carbonell Donald Johnson          | Jiří Novák David Rikl                  | 6–3, 2–6, 6–1       |
| 1998 | Donald Johnson Francisco Montana        | David Roditi Fernon Wibier             | 6–1, 2–6, 6–1       |
| 1997 | Gustavo Kuerten Fernando Meligeni       | Andrea Gaudenzi Filippo Messori        | 6–2, 6–2            |
| 1996 | Tomás Carbonell Francisco Roig          | Tom Nijssen Greg Van Emburgh           | 6–3, 6–2            |
| 1995 | Jevgenyij Kafelnyikov Andrej Olhovszkij | Marc-Kevin Goellner Diego Nargiso      | 5–7, 7–5, 6–2       |
| 1994 | Cristian Brandi Federico Mordegan       | Richard Krajicek Menno Oosting         | visszaléptek        |
| 1993 | David Adams Andrej Olhovszkij           | Menno Oosting Udo Riglewski            | 6–3, 7–5            |
| 1992 | Hendrik Jan Davids Libor Pimek          | Luke Jensen Laurie Warder              | 3–6, 6–3, 7–5       |
| 1991 | Paul Haarhuis Mark Koevermans           | Tom Nijssen Cyril Suk                  | 6–3, 6–3            |
| 1990 | Sergio Casal Emilio Sánchez             | Omar Camporese Paolo Canè              | 7–5, 4–6, 7–5       |

### Női páros
| Év                                    | Győztesek                               | Ellenfelek a döntőben                         | Eredmény a döntőben |
| ------------------------------------- | --------------------------------------- | --------------------------------------------- | ------------------- |
| 2014                                  | Cara Black Szánija Mirza                | Eva Hrdinová Valerija Szolovjeva              | 6–4, 6–3            |
| 2013                                  | Csan Hao-csing Kristina Mladenovic      | Darija Jurak Marosi Katalin                   | 7–6(3), 6–2         |
| 2012                                  | Csuang Csia-zsung Csang Suaj            | Jaroszlava Svedova Galina Voszkobojeva        | 4–6, 6–1, [11–9]    |
| 2011                                  | Alisza Klejbanova Galina Voszkobojeva   | Eléni Danjilídu Michaëlla Krajicek            | 6–4, 6–2            |
| 2010                                  | Sorana Cîrstea Anabel Medina Garrigues  | Vitalija Gyjacsenko Aurélie Védy              | 6–1, 7–5            |
| 2009                                  | Raquel Kops-Jones Abigail Spears        | Sharon Fichman Marosi Katalin                 | 2–6, 6–3, [10–5]    |
| 2008                                  | Marija Kirilenko Flavia Pennetta        | Mervana Jugić-Salkić İpek Şenoğlu             | 6–4, 6–4            |
| 2007                                  | Andreea Ehritt-Vanc Anastasia Rodionova | Lourdes Domínguez Lino Arantxa Parra Santonja | 6–3, 6–2            |
| 2006                                  | Li Ting Szun Tien-tien                  | Gisela Dulko Maria Sánchez Lorenzo            | 6–2, 6–2            |
| 2005                                  | Li Ting Szun Tien-tien                  | Michaëlla Krajicek Henrieta Nagyová           | 6–3, 6–1            |
| 2004                                  | Emmanuelle Gagliardi Janette Husárová   | Olga Blahotová Gabriela Navrátilová           | 6–3, 6–2            |
| 2003                                  | Mandula Petra Patricia Wartusch         | Maret Ani Emmanuelle Gagliardi                | 6–7(3), 7–6(3), 6–2 |
| 2002                                  | Jelena Bovina Gubacsi Zsófia            | Barbara Rittner María Vento-Kabchi            | 6–3, 6–1            |
| 2001                                  | Květa Hrdličková Barbara Rittner        | Tina Križan Katarina Srebotnik                | 3–6, 7–5, 6–1       |
| 2000                                  | Tina Križan Katarina Srebotnik          | Amanda Hopmans Cristina Torrens Valero        | 6–0, 7–6(9)         |
| 1999                                  | Alicia Ortuño Cristina Torrens Valero   | Kuti Kis Rita Földényi Anna                   | 7–6(4), 3–6, 6–3    |
| 1991 és 1998 között nem rendezték meg |                                         |                                               |                     |
| 1990                                  | Sandra Cecchini Patricia Tarabini       | Carin Bakkum Nicole Muns-Jagerman             | 1–6, 6–2, 6–3       |
| 1989                                  | Iva Budařová Regina Rajchrtová          | Gabriela Castro Conchita Martínez             | 6–2, 6–4            |